# گالینه (استان ووتسکی)
گالینه (به لهستانی:  Galiny) یک روستا در لهستان است که در گمینا بیاوا راوسکا واقع شده‌است.